# Campeonato Europeu de Atletismo em Pista Coberta de 2023 - Revezamento 4x400 m feminino
A prova dos 4 x 400 metros feminino do Campeonato Europeu de Atletismo em Pista Coberta de 2023 foi disputada no dia 5 de março  de 2023 na Ataköy Athletics Arena, em Istambul, na Turquia.

## Recordes
Antes desta competição, os recordes mundiais e do campeonato nesta prova eram os seguintes:
|                       | Nacionalidade | Tempo     | Local   | Data                  |
| --------------------- | ------------- | --------- | ------- | --------------------- |
| Recorde mundial       | Rússia        | 3m 23s 37 | Glasgow | 28 de janeiro de 2006 |
| Recorde europeu       | Rússia        | 3m 23s 37 | Glasgow | 28 de janeiro de 2006 |
| Recorde do campeonato | Países Baixos | 3m 27s 15 | Toruń   | 7 de março de 2021    |

## Medalhistas
| Ouro                                                                            | Prata                                                                             | Bronze                                                                                     |
| Países Baixos · Lieke Klaver · Eveline Saalberg · Cathelijn Peeters · Femke Bol | Itália · Alice Mangione · Ayomide Folorunso · Anna Polinari · Eleonora Marchiando | Polónia · Anna Kiełbasińska · Marika Popowicz-Drapała · Alicja Wrona-Kutrzepa · Anna Pałys |

## Cronograma
Todos os horários são locais (UTC +3).
| Data       | Hora  | Evento |
| ---------- | ----- | ------ |
| 5 de março | 19:25 | Final  |

## Resultado final
A final aconteceu às 19:25 no dia 5 de março de 2023.
| Posição           | Nacionalidade | Atleta                                                                     | Tempo   | Notas                                    |
| ----------------- | ------------- | -------------------------------------------------------------------------- | ------- | ---------------------------------------- |
| Medalha de ouro   | Países Baixos | Lieke Klaver Eveline Saalberg Cathelijn Peeters Femke Bol                  | 3:25.66 | Recorde do campeonato · Recorde nacional |
| Medalha de prata  | Itália        | Alice Mangione Ayomide Folorunso Anna Polinari Eleonora Marchiando         | 3:28.61 | Recorde nacional                         |
| Medalha de bronze | Polónia       | Anna Kiełbasińska Marika Popowicz-Drapała Alicja Wrona-Kutrzepa Anna Pałys | 3:29.31 | Recorde da temporada                     |
| 4                 | Chéquia       | Tereza Petržilková Marcela Píriková Nikola Bendová Lada Vondrová           | 3:31.26 | Recorde da temporada                     |
| 5                 | Irlanda       | Sophie Becker Sharlene Mawdsley Cliodhna Manning Phil Healy                | 3:32.61 | Recorde da temporada                     |
| 6                 | Grã-Bretanha  | Hanna Kelly Catys McAulay Nicole Kendall Mary Abichi                       | 3:32.65 | Recorde da temporada                     |

Legenda
| Recorde mundial       | Recorde mundial (World record)               |                       | Recorde africano                      | Recorde africano (African) |                                           | Q | Classificado por posição (Qualified) |
| Recorde do campeonato | Recorde do campeonato (Championship record)  | Recorde da América    | Recorde da América (Americas)         | q                          | Classificado por melhor tempo (Qualified) |   |                                      |
| Melhor marca do ano   | Melhor marca do ano (World leading)          | Recorde asiático      | Recorde asiático (Asian)              | DNS                        | Não largou (Did not start)                |   |                                      |
| Recorde nacional      | Recorde nacional (National record)           | Recorde europeu       | Recorde europeu (European)            | DNF                        | Não terminou (Did not finish)             |   |                                      |
| Recorde pessoal       | Recorde pessoal do atleta (Personal best)    | Recorde da Oceania    | Recorde da Oceania (Oceania)          | DSQ / DQ                   | Desclassificado (Disqualified)            |   |                                      |
| Recorde da temporada  | Recorde da temporada do atleta (Season best) | Recorde sul-americano | Recorde sul-americano (South America) | NM                         | Sem marca (No mark)                       |   |                                      |